# 12 Весов
12 Весов (лат. 12 Librae, HD 131430) — одиночная звезда в созвездии Весов на расстоянии приблизительно 383 световых лет (около 117 парсеков) от Солнца. Видимая звёздная величина звезды — +5,266m.

## Характеристики
12 Весов — оранжевый гигант спектрального класса K2/3III. Радиус — около 19,21 солнечных, светимость — около 226,43 солнечных. Эффективная температура — около 4311 К.